# ELTE Bolyai Kollégium
Az ELTE Bolyai Kollégium az Eötvös Loránd Tudományegyetem szakkollégiuma a Természettudományi Kar, illetve az Informatikai Kar hallgatói és doktoranduszai számára.

## Szakmaiság
Az 1992-ben alapított Bolyai Kollégium az Eötvös Loránd Tudományegyetem Természettudományi és Informatikai Karainak szakkollégiuma. A Kollégium alapításakor az a cél vezérelte az alapítókat, hogy létrehozzák a magyar természettudományos felsőoktatás magas szintű, interdiszciplinaritásra törekvő központját, ahol az ELTE TTK (majd később az IK) legkiválóbb hallgatóit felkészítik a nemzetközi tudományos életben való helytállásra és a színvonalas kutatómunkára. A Kollégium több szakterületet ölel fel: a matematikát, a fizikát, a kémiát, a biológiát, a földtudományokat és az informatikát. A Kollégium törekszik a szakterületek közötti egyensúlyra.
A szakkollégiumi tevékenység középpontjában a magas színvonalú szakmai munka áll, ám a Kollégium képzési programjában ezen túl a társadalmi problémákra érzékeny értelmiségi képzés is szerepel. A Bolyai Kollégisták heti rendszerességgel tartott szakszemináriumokon bővíthetik szakmai tudásukat és fejleszthetik előadói képességeiket. Továbbá csütörtök esténként olyan vendégeket hívunk beszélgetésre a Kollégiumba, akik életútja és tanácsai szaktól függetlenül minden kollégista számára hasznosak lehetnek. A Csütörtök Esti beszélgetéseken a Kollégium vendégei voltak neves kutatók, művészek, politikusok, sokak között Erdő Péter, Faludi György, Freund Tamás, Göncz Árpád, Habsburg Ottó, Lovász László, Sebestyén Márta, Sólyom László.
A kollégisták szakmai fejlődését biztosítják a tradicionális rendezvényeink és az egyetem legtehetségesebb és legszorgalmasabb hallgatóiból álló összetartó közösség.

## Közösség
A Bolyai Kollégium ereje a közösségben rejlik. Az intézményesített szakmai lehetőségeken túl ugyanis a spontán szerveződő programok, kirándulások, közösségi rendezvények azok, amik létrehozzák az igazi szakkollégiumi légkört. Napi rendszerességgel vannak közös játékok (legnépszerűbb a sakk, a foci és a társasjátékok), illetve gyakran alakulnak ki (olykor hajnalig tartó) beszélgetések közéleti vagy szakmai témákban. Önszerveződő filmklub, vitaest, zenei est is működik. Kialakult gyakorlat, hogy a felsőbb évesek segítik a fiatalabbakat a kutatási területük és a legjobb kurzusok kiválasztásában, számonkérés előtt rendelkezésre állnak szakmai tudásukkal. A Kollégium létszáma körülbelül 120 fő, melynek fele a kollégium bentlakásos, fele pedig külsős tagja – közöttük a különbség csupán a szállás helyében jelentkezik. A minden évben meghirdetett felvételi jelenti a kiöregedő (akár doktorandusz) kollégisták utánpótlását.

## A Kollégium története
Az ELTE első Bolyai Kollégiuma 1965-ben alapult, az VIII. kerület, Rákóczi út 5 számú épületben. Ezt az épületet még kizárólag ELTE TTK diákjai lakták (akkoriban még az IK nem létezett), igazgatója Házy Erzsébet volt. Az épület azt megelőzőleg a Pannónia Szállodának adott helyet, majd 1949-ben állami kézbe került.
1978-ban bezárták a Bolyai Kollégiumot, az ottlakókat pedig átköltöztették az ELTE KCSSK Kollégiumába.
Az új Kollégium létrehozásának ötlete Horváth Zalántól származik. Németh Judit kitartó szervezőmunkája nyomán az ELTE Egyetemi Tanácsa 1992. szeptember 7-én alapította meg a Bolyai Kollégiumot, amelynek célját az Alapító Okirat fogalmazza meg.
A Kollégium felépítését és működését részletesen leíró Szervezeti és Működési Szabályzatot az ELTE TTK hatvan professzorából és a magyar tudományos élet további harminckilenc kiemelkedő személyiségéből álló tekintélyes testület, a Baráti Kör 1992. novemberi ülésén fogadta el.
Vékás Lajos rektor 1992 októberében Kondor Imrét nevezte ki a Kollégium első igazgatójának, akinek múlhatatlan érdemei vannak a Kollégium tényleges létrejöttében. Személyesen irányította a kijelölt épület felújítási munkálatait, berendezését, és megszervezte a tanári kar és a diákok felvételét.
A Kollégium 1994. február 1-jén kezdte meg működését. A február 3-án tartott közgyűlés meghatározta az első szemeszter szakmai programjának fő vonásait. Ez a szakterületek saját programja mellett a csütörtök esti közös előadásokat is érintette. Létrejött az egyes szakterületek képviselőiből álló Hallgatói Választmány. A Kollégium 2005-ben költözött jelenlegi helyére, a Nándorfejérvári útra.

## A Kollégium épülete
A kollégium Újbudán található (1117 Budapest XI. kerület, Nándorfejérvári út 13.), gyalog kb. 25 percre a ELTE Lágymányosi kampuszától.

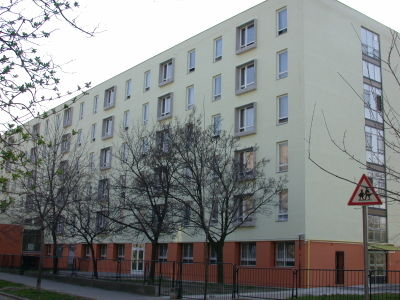
A kollégium épülete

Az épület kényelmes, jól berendezett 2 és 3 fős szobákkal és két szobánként egy tanulóhelyiséggel, továbbá minden emeleten felszerelt konyhával és társalgóval rendelkezik. A gépteremben önköltséges nyomtató és fénymásoló üzemel. Az alagsorban könyvtár és konditerem működik. Az épülethez tartozik egy focipálya is. A Kollégium előadójában és szemináriumi szobájában rendezzük meg a Csütörtök Esti előadásokat, a szakszemináriumokat és a Bolyai Konferenciát.
Az épület a Bolyai Kollégium mellett az Angelusz Róbert Társadalomtudományi Szakkollégiumnaknak, az Illyés Sándor Szakkollégiumnak és a Nándorfejérvári úti Kollégiumnak is otthont ad.

## Bolyai Konferencia
A Bolyai Konferencia keretében különböző szakkollégiumok tagjai tartanak előadásokat a természettudomány, a társadalomtudomány és a bölcsészettudomány témakörében. A Konferencia amellett, hogy lehetőséget biztosít a kollégistáknak, hogy előadói készségüket fejlesszék, szoros szakmai együttműködések és baráti kapcsolatok kialakítására is szolgál. A Bolyai Konferencia 2010-ben elnyerte az ELTE Az év tudományos rendezvénye díjat.

## Jelentkezés, felvételi
Tagságra pályázni a Kollégium honlapján meghirdetett felvételi útján lehet, aminek első körében egy, a szakmai verseny- és kutatási eredményeket bemutató pályázatot és szaktanári ajánlásokat kell elküldeni. A legjobb pályázatok írói meghívást kapnak a felvételire, ahol bolyais tagságot nyerhetnek el. A felsőbb éves jelentkezők és a kollégisták felé a tagság fenntartásának feltételi közé tartozik a 4,5-ös tanulmányi átlag teljesítése. Ez biztosítja a működés magas szakmai színvonalát. A felvételi, amelyre általában augusztus közepén kerül sor, szakmai beszélgetésekből és a diákfelvételiből áll, amelynek során a bentlakók próbálják megismerni a leendő bolyaisokat. Itt a kollégisták olyan közösségi programokat szerveznek, melyek célja, hogy a felvételizők megismerhessék a felsőbb éveseket, egymást és a kollégiumi légkört.